# Liste der Gerichte im Herzogtum Braunschweig
Diese Liste nennt die Gerichte im Herzogtum Braunschweig und im Freistaat Braunschweig.

## 1813 bis 1825
In der napoleonischen Zeit war Braunschweig Teil des Königreichs Westphalen. Für die dortigen Gerichte siehe Justizwesen im Königreich Westphalen. Nach dem Zusammenbruch der französischen Herrschaft entstand das Herzogtum Braunschweig 1813 neu. 
Da die Trennung der Rechtsprechung von der Verwaltung noch nicht gegeben war, folgte die Struktur der Gerichte der der Verwaltung. Zum 1. März 1814 war eine provisorische Einteilung in 2 Stadtgerichte (Braunschweig und Wolfenbüttel) sowie 19 Kreisgerichte verfügt worden. Darüber standen 6 Oberhauptmannschaften (Wolfenbüttel, Schöningen, Harz, Leine, Weser und Blankenburg). Darüber stand das herzogliche Landesgericht Wolfenbüttel. Oberste Instanz war ab 1817 das gemeinsame Oberappellationsgericht Wolfenbüttel.

## 1825 bis 1850
Im Jahr 1823 erfolgte eine Justiz- und Verwaltungsreform, die zum 1. Oktober 1825 in Kraft gesetzt wurde. Das Herzogtum wurde auf 6 gleichmäßiger als bisher zugeschnittene Distrikte mit je einem Distriktsgericht eingeteilt. Darunter bestanden 4 Stadtgerichte (davon 3 für Braunschweig und 1 für Wolfenbüttel) und 22 Kreisämter und 1 Kreisgericht (Thedinghausen). 1827 wurde das Kreisamt Calvörde vom Kreisamt Vorsfelde abgetrennt. 1832 wurden die Distrikte in Kreise, die Kreisämter in Ämter umbenannt. Mit Wirkung ab 1. Januar 1833 bestand das Herzogtum aus den folgenden Kreisen, Ämter und Stadtgerichte:
1. Kreis Braunschweig (Kreisgericht Braunschweig): Stadtgerichte Braunschweig (drei Stück), Ämter Riddagshausen, Vechelde und ab 1850 Thedinghausen
2. Kreis Wolfenbüttel (Kreisgericht Wolfenbüttel): Stadtgericht Wolfenbüttel, Ämter Wolfenbüttel, Salder, Schöppenstedt und Harzburg
3. Kreis Helmstedt (Kreisgericht Helmstedt): Ämter Helmstedt, Schöningen, Königslutter, Vorsfelde und Calvörde
4. Kreis Gandersheim (Kreisgericht Gandersheim): Ämter Seesen, Gandersheim, Lutter am Barenberge und Greene
5. Kreis Holzminden (Kreisgericht Holzminden): Ämter Holzminden, Stadtoldendorf, Ottenstein, Eschershausen und bis 1850 Thedinghausen
6. Kreis Blankenburg (Kreisgericht Blankenburg): Ämter Blankenburg, Hasselfelde und Amt Walkenried

In Braunschweig bestanden drei Stadtgerichte: Stadtgericht Braunschweig (1. Bezirk) (früherer Wendentor- und Petritordistrikt), Stadtgericht Braunschweig (2. Bezirk) (früherer hohe Tor- und Wilhelmitordistrikt) und Stadtgericht Braunschweig (3. Bezirk) (früherer Augusttor- und Steintordistrikt).
Zweite Instanz war weiter das herzogliche Landesgericht Wolfenbüttel und Oberste Instanz das gemeinsame Oberappellationsgericht Wolfenbüttel.
Daneben bestanden folgende Gerichte: Das Kaufgericht Braunschweig und das Kaufappellationsgericht Braunschweig als Handelsgerichte sowie Militärgerichte.

## 1850 bis 1879
Im Rahmen der Märzrevolution wurde 1848 auch die Trennung der Rechtsprechung von der Verwaltung gefordert. Diese wurde mit dem Gesetz, die Gerichtsverfassung betreffend vom 21. August 1849 umgesetzt. Die Kreise waren nun reine Verwaltungsorgane, die Gerichtsfunktion wurde zum 1. Juli 1850 speziellen Gerichten übertragen. An der Spitze stand das Obergericht Braunschweig, darunter bestand ein Kreisgericht in jedem Kreis und die Eingangsgerichte wurden als Stadt- (zwei Stück) bzw. Amtsgericht (22 Stück) bezeichnet. Damit bestanden:
1. Kreis Braunschweig (Kreisgericht Braunschweig): Stadtgericht Braunschweig, Amtsgericht Riddagshausen, Amtsgericht Vechelde und Amtsgericht Thedinghausen
2. Kreis Wolfenbüttel (Kreisgericht Wolfenbüttel): Stadtgericht Wolfenbüttel, Amtsgericht Wolfenbüttel, Amtsgericht Salder, Amtsgericht Schöppenstedt und Amtsgericht Harzburg
3. Kreis Helmstedt (Kreisgericht Helmstedt): Amtsgericht Helmstedt, Amtsgericht Schöningen, Amtsgericht Königslutter, Amtsgericht Vorsfelde und Amtsgericht Calvörde
4. Kreis Gandersheim (Kreisgericht Gandersheim): Amtsgericht Seesen, Amtsgericht Gandersheim, Amtsgericht Lutter und Amtsgericht Greene
5. Kreis Holzminden (Kreisgericht Holzminden): Amtsgericht Holzminden, Amtsgericht Stadtoldendorf, Ottenstein, Amtsgericht Eschershausen
6. Kreis Blankenburg (Kreisgericht Blankenburg): Amtsgericht Blankenburg, Amtsgericht Hasselfelde und Amtsgericht Walkenried[2]

### Ab 1879
Im Rahmen der Reichsjustizgesetze wurden reichsweit einheitlich Oberlandes-, Land- und Amtsgerichte gebildet. Im Herzogtum Braunschweig entstand so das Oberlandesgericht Braunschweig und die Landgerichte Braunschweig und Holzminden. Die Amtsgerichte blieben bestehen und die Stadtgerichte in Amtsgerichte umgewandelt. Damit bestanden 24 Amtsgerichte.
- Das Landgericht Holzminden war für die Kreise Holzminden und Gandersheim zuständig. Dem Landgericht Holzminden waren acht Amtsgerichte zugeordnet. Dies war die Amtsgerichte Eschershausen, Gandersheim, Greene, Holzminden, Lutter, Ottenstein, Seesen und Stadtoldendorf.
- Das Landgericht Braunschweig war für die Kreise Braunschweig, Wolfenbüttel, Helmstedt und Blankenburg zuständig. Dem Landgericht Braunschweig waren 16 Amtsgerichte zugeordnet. Dies war die Amtsgerichte Blankenburg, Braunschweig, Calvörde, Harzburg, Hasselfelde, Helmstedt, Königslutter, Riddagshausen, Salder, Schöningen, Schöppenstedt, Thedinghausen, Vechelde, Vorsfelde, Walkenried und Wolfenbüttel.[4]

Das Landgericht Braunschweig wurde 1890 mit dem Landgericht Holzminden vereinigt, das sich wegen seiner schwachen Auslastung als unwirtschaftlich erwies. Damit wurde das Landgericht Braunschweig das einzige Landgericht im Oberlandesgerichtsbezirk Braunschweig, es war in dieser Zeit für 24 Amtsgerichte zuständig.

## Freistaat Braunschweig
Der Freistaat Braunschweig übernahm die Gerichtsorganisation des Herzogtums. Gemäß Arbeitsgerichtsgesetz vom 23. Dezember 1926 wurden in Deutschland Arbeitsgerichte gebildet. Diese waren nur in der ersten Instanz unabhängig, die Landesarbeitsgerichte waren den Landgerichten zugeordnet. Am Landgericht Braunschweig entstand so 1927 das Landesarbeitsgericht Braunschweig als einziges Landesarbeitsgericht im Freistaat Braunschweig. Dem Landesarbeitsgericht Braunschweig waren folgende acht Arbeitsgerichte zugeteilt: Arbeitsgericht Braunschweig, Arbeitsgericht Helmstedt, Arbeitsgericht Schöningen, Arbeitsgericht Bad Harzburg, Arbeitsgericht Blankenburg, Arbeitsgericht Seesen, Arbeitsgericht Holzminden und Arbeitsgericht Thedinghausen. 1929 wurde das Amtsgericht Ottenstein aufgehoben.